# ساندي ماكدونالد
ساندي ماكدونالد (بالإنجليزية: Sandy Macdonald)‏ هو فلاح وسياسي أسترالي، ولد في 10 مايو 1954 في أستراليا. حزبياً، نشط في الحزب الوطني الأسترالي. وقد انتخب عضو مجلس الشيوخ الأسترالي ‏ عن دائرة نيوساوث ويلز ‏ ( – 30 يونيو 2008) وانتخب عضو مجلس الشيوخ الأسترالي ‏ عن دائرة نيوساوث ويلز ‏ (1 يوليو 1993 – 30 يونيو 1999).